# Craspedosis albistriata
Craspedosis albistriata är en fjärilsart som beskrevs av W. Warren 1905. Craspedosis albistriata ingår i släktet Craspedosis och familjen mätare. Inga underarter finns listade i Catalogue of Life.